# Jan van Hinte (verzetsman)
Jan van Hinte (Purmerend, 20 maart 1890 - Sonnenburg, waarschijnlijk in mei 1943) was tijdens de Tweede Wereldoorlog lid van de Stijkelgroep en van Vrij Nederland.

## Biografie
Voor de oorlog was Jan van Hinte touringcarondernemer. Tijdens de oorlog raakte hij met zijn vrouw Wesselina van Hinte - de Bruin (1888-1977) betrokken bij het verzet. Ze hadden ook onderduikers in huis, onder meer enkele neergekomen piloten en enkele leden van de Stijkelgroep, zoals Hendrik Ero, Jacobus Thomas en Fokker-mecanicien Dick de Vries. De Stijkelgroep hield zich bezig met sabotage en spionage.  
Van Hinte wilde naar Engeland gaan. Op een dag kreeg hij contact met Willem van Dam, die voor de Sicherheitspolizei werkte, zich Casper Gaaikema noemde en zich voordeed als halfjood die ook naar Engeland wilde. Later  bleek dat de groep al door anderen was geïnfiltreerd. Op 28 april 1941 werd Jan van Hinte wegens spionage gearresteerd. De Stijkelgroep werd in vier groepen berecht, Jan en Wesselina zaten in de laatste groep, samen met Barend Davidson, Hendrik en Louise Ero, Pieter de Koning, Jacob Naber en Jacobus Thomas. Hoewel Jan van Hinte wegens spionage werd opgepakt, kreeg hij niet de doodstraf, net als de twee vrouwen, die daarna naar een tuchthuis werden gestuurd.
Zeven maanden bleef Van Hinte daarna nog in de Scheveningse strafgevangenis, het Oranjehotel, op 26 maart 1942 werd hij op transport gezet naar Berlijn. Later werd hij doorgestuurd naar Sachsenhausen, Oranienburg en Bergen-Belsen. Wesselina overleefde de Duitse kampen. Van Hinte is waarschijnlijk in 1943 overleden.
Na zijn dood is er in Wormer een straat naar hem vernoemd, namelijk de Jan van Hintestraat.